# Distretto di Khian Sa
Il distretto di Khian Sa (in thailandese: เคียนซา) è un distretto (amphoe) della Thailandia, situato nella provincia di Surat Thani.